# Ed Stefanski
Pour les articles homonymes, voir Stefanska.
Edward Stefanski est un dirigeant sportif et joueur professionnel américain de basket-ball.

## Carrière
Stefanski grandit dans le comté de Delaware, en Pennsylvanie, fréquentant l'école primaire St. Bernadette à Drexel Hill en tant que joueur vedette des équipes de football américain et de basket-ball. Il fréquente ensuite le lycée Monsignor Bonner à Upper Darby, où il joue au basket-ball, puis joue au basket-ball au niveau universitaire, à l'université de Pennsylvanie. Stefanski est sélectionné au 10e tour par les 76ers de Philadelphie lors de la draft 1976 de la NBA.
Stefanski est vice-président directeur des opérations de basket-ball des Raptors de Toronto de 2011 à 2013 et directeur général des 76ers de Philadelphie de 2007 à 2011. Il est licencié par le nouveau propriétaire des 76ers dirigé par Josh Harris. En 2014, il est embauché comme vice-président du personnel des joueurs pour les Grizzlies de Memphis de la National Basketball Association (NBA). Stefanski a été également manager général des Nets du New Jersey. 
Le 24 mai 2018, Stefanski est nommé conseiller principal du propriétaire des Pistons de Détroit.